# Multishow ao Vivo
Multishow ao Vivo è il primo album live della cantautrice brasiliana Maria Gadú, pubblicato in CD e DVD dalla Som Livre il 29 luglio 2010. Ha raggiunto la decima posizione in classifica in Portogallo.

## Tracce
1. Encontro (Maria Gadú) - 3:36
2. Bela Flor (Gadù) - 3:28
3. Shimbalaiê (Gadù) - 3:17
4. Tudo Diferente (André Carvalho) - 4:20
5. Dona Cila (Gadù) - 3:41
6. Lanterna dos Afogados (Vianna) - 3:37
7. A História de Lily Braun (Chico Buarque, Edu Lobo) - 4:47
8. Altar Particular (Gadù) - 3:21
9. Linda Rosa (Gugu Peixoto, Luis Kiari) - 4:00
10. Laranja (Gadù) - 3:00
11. Filosofia/You Know I'm No Good (Andre Filho, Noel Rosa, Amy Winehouse) - 2:41
12. Lounge (Gadù) - 4:16
13. Trem das Onze (Adoniran Barbosa) - 3:11
14. Qase Sem Querer (Dado Villa-Lobos, Renato Rocha, Renato Russo) - 3:26
15. Escudos (Gadù) - 3:39
16. Who Knew (Lukasz Gottwald, Max Martin, Alecia Moore) - 5:16
17. Ne Me Quitte Pas (Jacques Brel) - 5:11